# بز سینا

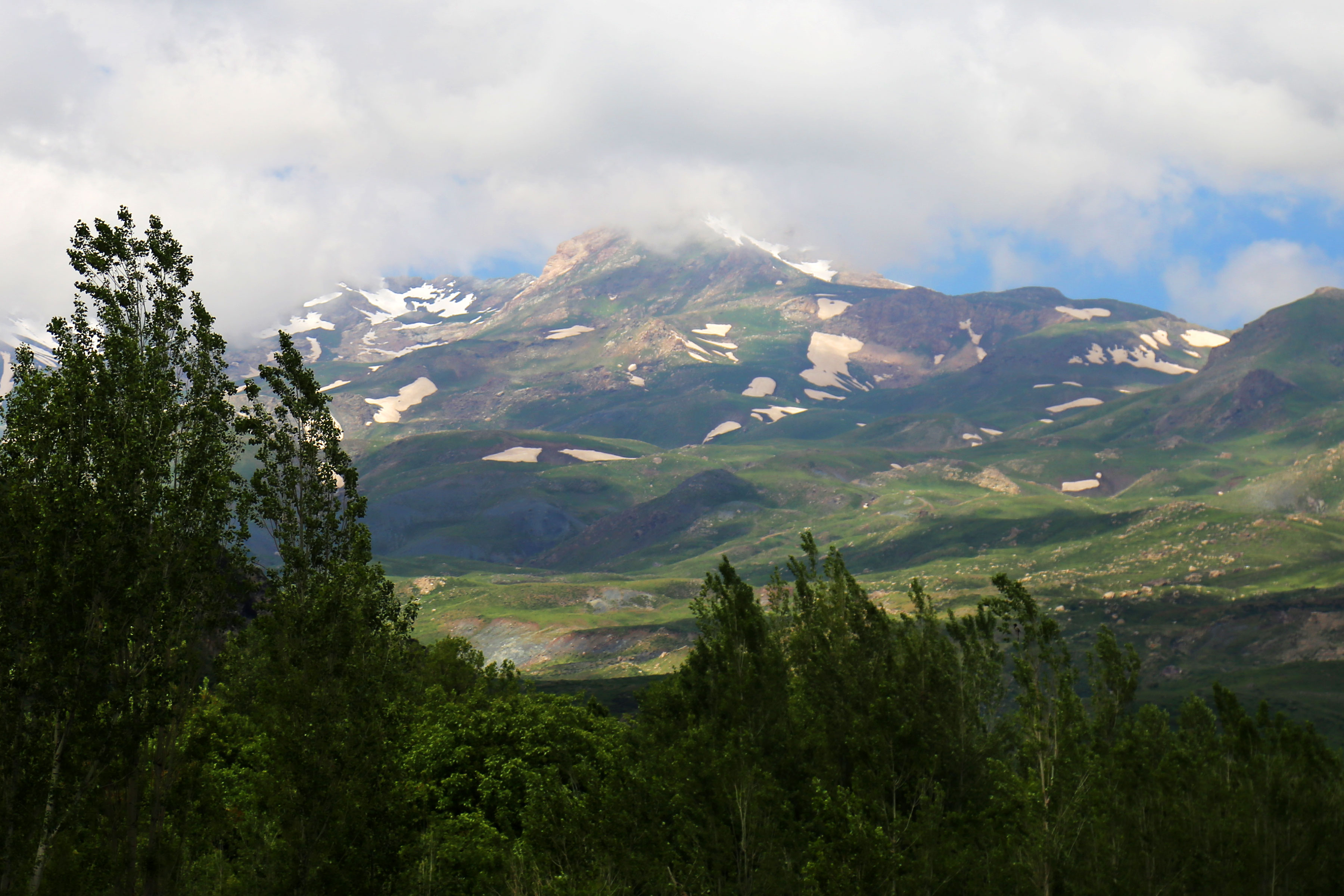
قله دالامپر (دالانپر)

'بز سینا نام کوهستانی است که در کوه‌های منطقه مرگور در زاگرس شمالی واقع شده است. (این کوهستان مرز طبیعی مابین شهرستان‌های اشنویه و ارومیه است که در نزدیکی مرزهای ایران، عراق و ترکیه نیز واقع شده است. ارتفاع این کوه از سطح دریاهای آزاد ۳۴۸۰ متر می‌باشد.
بز سینا یا برج سینا این اصطلاح دارای دو کلمه بز و سینا.

## زمین‌شناسی
بررسی‌های علمی نشان می‌دهد که در دوره کواترنری گسترش یخچال‌ها در کوهستان بز سینا وجود داشته است. اگر چه ارتفاع این کوهستان کمتر از نواحی کوهستانی البرز و سبلان می‌باشد، اما آثار یخچالی برجای مانده از عصر یخبندان بسیار گسترده است. مطالعات نشان می‌دهد کاهش دمای هوا در آخرین دوره یخچالی حدود ۵ درجه سانتی گراد کمتر از میانگین دمای سالیانه فعلی بوده است. جنس سنگ‌های کوهستان بزسینا و دالانپر عمدتاً رسوبی (آهکی) و دگرگونی می‌باشد.
در کتاب کوه‌های ایران بز سینا یکی از مناطق بکر و ناشناخته ایران نامبرده شده است.

## نام‌شناسی و تاریخچه فرهنگی-تمدنی «بز سینا»
بز سینا یا برج سینا اصطلاحی مرکب است از دو واژه «بز» و «سینا» که در زبان‌های کردی و ترکی اشتراکات و تفاوت‌هایی دارد.

### ریشه‌شناسی واژه «بز»
در گویش بادینی منطقه مرگور (کردستان)، «بز» به معنای رنگ زرد مایل به کرمی و طلایی کم‌رنگ است که در طلوع و غروب خورشید بر دامنه و صخره کوه‌ها رنگی طلایی متمایل به زرد ایجاد می‌کند. همچنین «بز» یا «پز» (poz) در کردی به معنای تیغه و دماغه کوه است. این اصطلاحات در گذر زمان و در اثر تحولات آوایی دچار تغییر شده‌اند. علاوه بر این، در زبان کردی «بز» به پرنده‌ای شکارچی گفته می‌شود که در فارسی «باز» نامیده می‌شود و این پرنده معمولاً در ارتفاعات زیست می‌کند؛ بنابراین «بز سینا» می‌تواند به معنای منطقه‌ای باشد که محل جولان بازها بوده است.

### ریشه‌شناسی واژه «سینا»
واژه «سینا» در زبان فارسی و کردی (کرمانجی) نیز وجود دارد و در کرمانجی نام طایفه‌ای از کردهای کرمانج می‌باشد. برج سینا یا بز سینا ییلاق این طایفه (زوزان) بوده است، اما به دلایل نامشخص این منطقه را ترک کرده و اکنون در اقلیم کردستان عراق سکونت دارند.

### موقعیت تاریخی و فرهنگی منطقه
برخی گروه‌های پان‌ترک مدعی‌اند که برج سینا (بز سینا) متعلق به ترک‌هاست؛ اما شواهد تاریخی و باستان‌شناسی خلاف این ادعا را نشان می‌دهد. آریایی‌ها حدود ۱۵۰۰ تا ۱۶۰۰ سال پیش از میلاد در ایران ساکن شدند. سه قوم اصلی آن‌ها پارس‌ها در جنوب، پارت‌ها در شمال‌شرق و مادها در غرب و شمال‌غرب ایران بودند. مادها که چادرنشینانی آریایی بودند، در هزاره دوم پیش از میلاد وارد ایران شدند و حکومت‌های خود را تأسیس کردند. این مناطق از سده‌های پیش تحت کنترل مادها بوده‌اند که شامل کردها، مردم آذری و تات‌ها می‌شود. بنابراین، این منطقه هیچ ارتباط تاریخی با ترک‌های صحراگرد آسیای میانه ندارد.
پان‌ترک‌ها همچنین مدعی‌اند که نام «بز سینا» شکل صحیحش «بوزلو سینه» به معنای «سینه یخی» است، اما نقشه‌های جغرافیایی نشان می‌دهد که در شعاع ۳۵ تا ۴۵ کیلومتری برج سینا هیچ اثری از آبادی ترک‌زبان وجود ندارد. منابع تاریخی و شفاهی منطقه مرگور نیز بیانگر نبود حضور ترک‌زبانان در این منطقه و عدم امکان نامگذاری ترک‌ها بر این عارضه جغرافیایی است.

### تاریخ مادها و مالکیت منطقه
سرزمین مادها در سده پنجم پیش از میلاد شامل مناطق وسیعی از جنوب داغستان، آذربایجان، کردستان و بخش‌هایی از غرب ایران بود و تحت حکومت هخامنشیان قرار داشت. مادها یکی از سه گروه آریایی بودند که در هزاره اول پیش از میلاد به این منطقه مهاجرت کرده و قدرت سیاسی خود را تثبیت کردند؛ لذا می‌توان گفت این ارتفاعات و کوه بز سینا و همچنین اراضی اطراف آن از دیرباز تحت مالکیت کردها و مادها بوده است.

### نقد فرضیه مهاجرت اخیر و ادعای ترک بودن منطقه
ادعا می‌شود که در اثر حمله صدام حسین به کردهای بارزانی، کردهای اقلیم کردستان به این مناطق کوچ کرده‌اند و بز سینا که ترکی بوده به دست کردها افتاده است. اما اسناد کتبی و تاریخی نشان می‌دهد این مناطق از قدیم محل زیست عشایر کرد بوده و قبور تاریخی موجود گواهی بر سکونت کردها از صدها سال پیش دارد. بنابراین این فرضیه صرفاً یک تئوری پان‌ترکیستی و فاشیستی است که فاقد پشتوانه علمی و تاریخی معتبر می‌باشد.

### جمع‌بندی و نتیجه‌گیری
با توجه به داده‌های زبان‌شناسی، تاریخی، مردم‌شناسی و باستان‌شناسی، واژه «بز سینا» ریشه‌ای کردی دارد و این منطقه از قدیم زیستگاه طوایف کردی بوده است. ادعاهای پان‌ترکیستی فاقد مدارک مستدل و مستند بوده و در مقابل شواهد تاریخی و نقشه‌های جغرافیایی منطقه، معتبر نیستند. همچنین تاریخ ورود ترک‌ها به غرب ایران عمدتاً در دوره حمله مغول‌ها و پس از آن می‌باشد که بسیار دیرتر از حضور مادها و کردها است.

## پیشنهادات تصویری و جداول
- نقشه تاریخی مادها و پراکندگی اقوام آریایی در ایران باستان
- عکس‌ها یا تصاویر ماهواره‌ای از برج سینا و اطراف
- نمونه‌ای از قبور تاریخی و آثار باستانی منطقه مرگور
- جدول مقایسه تاریخ مهاجرت‌ها و اسناد زبان‌شناسی و تاریخی

## موقعیت جغرافیایی
بز سینا نام کوهیست از رشته کوه زاگرس بزرگ در ۵۴ کیلومتری جنوب غربی ارومیه و واقع در دهستان مرگور که با ارتفاعی بالغ بر ۳۴۸۰ متر یکی از مرتفع‌ترین کوه‌های ایران بشمار می‌آید. از شمال به مرز عراق و اقلیم کوردستان و از جنوب به دهستان مرگور و از غرب به مرز ترکیه منطقه شمزینان ترکیه و از شرق به کۆراڕه‌زه‌وان و مێرگه زیاره‌ت متصل است. بز سینا سرچشمه دو رود بزرگ گادر و دیزج بوده و بربلندای آن یخچال و برف چال‌های دائمی وجود دارد که این رودها را در تمام فصول سال خروشان و مناطق کشاورزی پایین دست کوه را حیات می‌بخشد.

## پوشش گیاهی و جانوری بز سینا
از نظر پوشش گیاهی به علت شرایط سخت زمستانی و کوتاه بودن دوره رشد در این کوهستان بیشتر پوشش گیاهی به صورت گیاهان یکساله با طول عمر کم می‌باشد. حیوانات وحشی همانند گرگ، روباه، خرس و گربه وحشی در این کوهستان زندگی می‌کنند.
دهلیزهای پربرف بز مکانی مناسب برای یخنوردی و آموزش آن به مبتدیان این رشته مهیج بوده و به دلیل دست رسی آسان به یخچال بز مورد توجه یخنوردان و کوهنوردان منطقه قرار گرفته و در تمام فصول کوهنوردان در حال فعالیت را می‌توان در دامنه‌های این کوه مشاهده کرد. به دلیل اهمیت نظامی منطقه جاده نظامی از دامنه‌های این کوه تا قله دالامپر کشیده شده است که این امر باعث بوجود آمدن مشکلات زیست‌محیطی برای این مجموعه بی نظیر شده و به دلیل رعایت نکردن اصول راه‌سازی و آسفالت کردن جاده مذکور تا قله دالامپر یعنی احداث راه نظامی در ارتفاع ۳۴۵۰متری، مسیر آب راها نیز عوض شده و موجب تخریب پوشش گیاهی وساختار طبیعی این منطقه شده است.

## خصوصیات کوهستانی بز سینا
در قله دوتا دهلیز وجود دارد که دارای برف‌چال می‌باشند. در تمام فصول سال برف قله بز سینا ماندگار و به صورت یخچال می‌باشد و جای مناسبی است برای کوهنوردان صخره‌نورد و یخ نورد می‌باشد. بهترین زمان برای کارکردن در این برف‌چال‌ها از اوایل اردیبهشت تا اواخر خردادماه و در فصل پاییز می‌باشد چون در تابستان خیلی نرم و در زمستان بهمن گیر است.

## مسیرهای دسترسی به قله
قله بُزسینا مسیرهای متعددی برای صعود کوهنوردان دارد که عبارتند از:
1. مسیر زمستانه و تابستانه از سه راهی روستای (کوله بهی) شروع می‌شود، در زمستان از روستای مذکور تا قله باید کوهپیمایی کرد ولی در تابستان به علت دسترسی به جاده آسفالت و با استفاده از خودرو می‌توان تا نزدیک قله رسید.
2. از روستای چریک آباد که در دامنه ای قله بُزسینا قرار دارد می‌توان تا قله کوه راهپیمایی نمود.
3. مسیری از قله زردکوه و گردنه ناورون شروع می‌شود تا قله.[نیازمند منبع]